# Valfarta
Valfarta és un municipi aragonès situat a la província d'Osca (Espanya) i enquadrat a la comarca dels Monegres.